# Soltam Systems

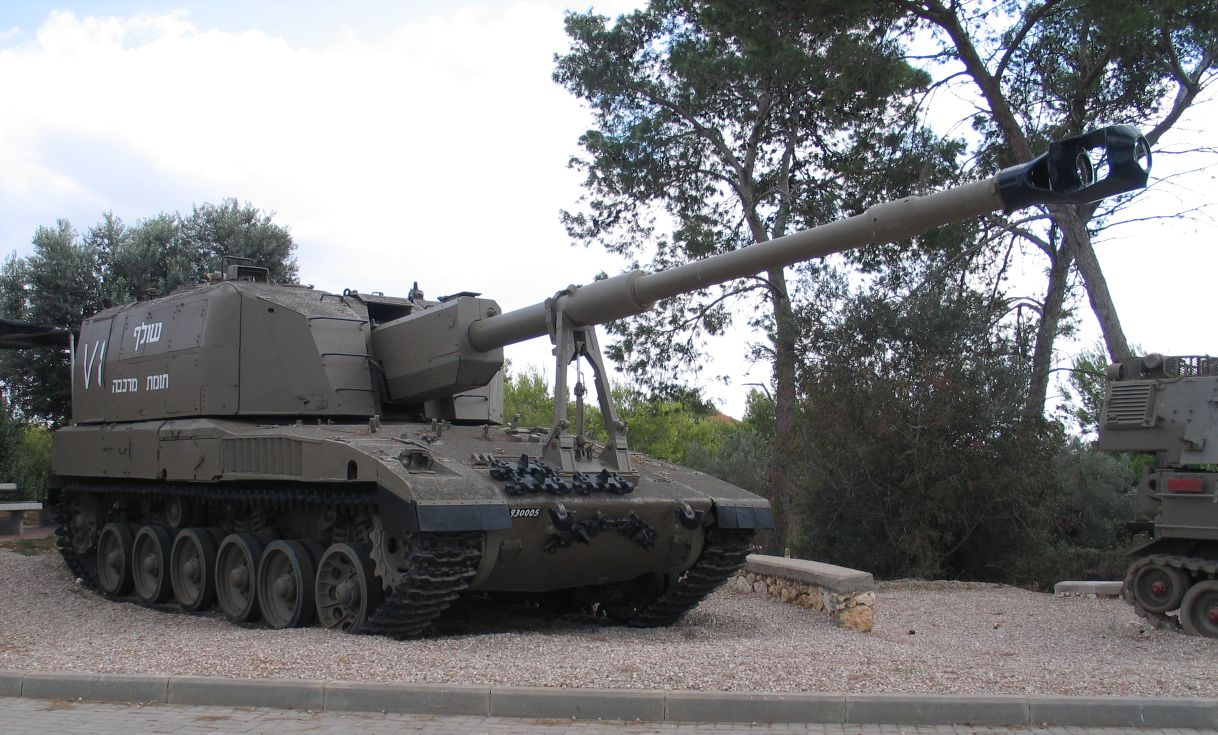
Sholef producido por Soltam Systems

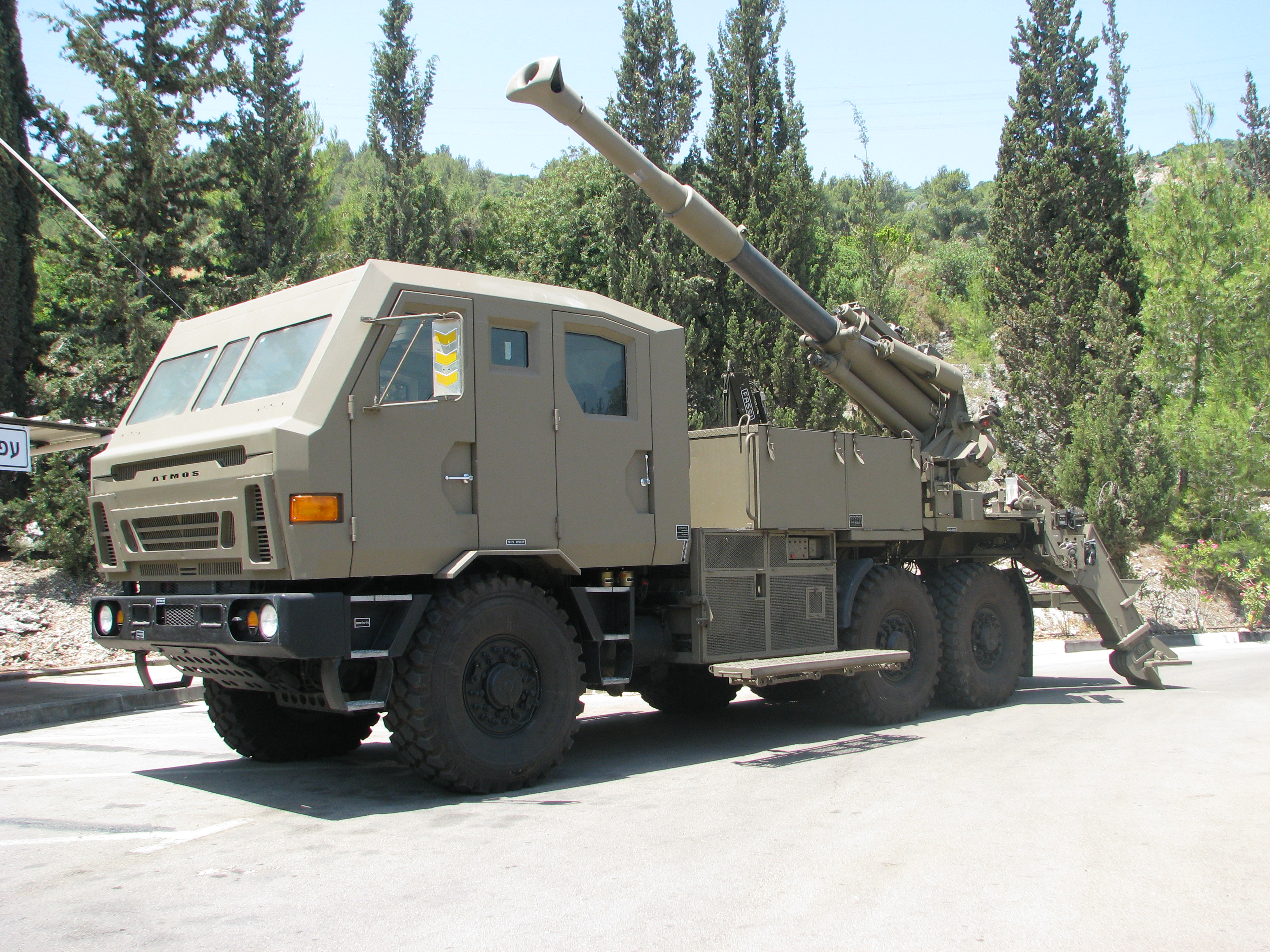
ATMOS 2000.

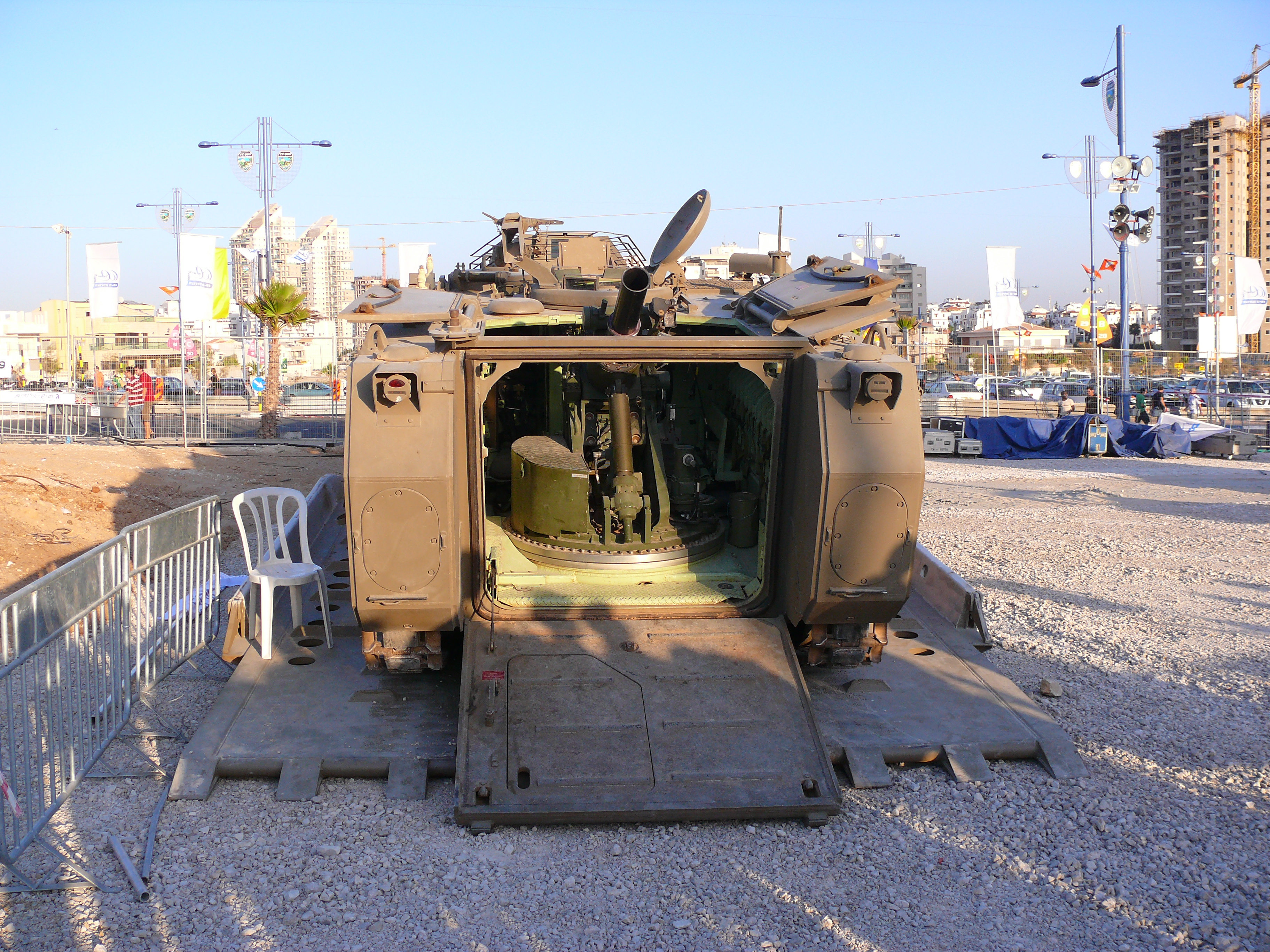
Mortero Cardom de 120 mm diseñado por Soltam

Soltam Systems (en hebreo: סולתם מערכות‎) es una empresa contratista de defensa proveniente de Israel con base en Yokneam. La compañía ha estado desarrollando y fabricando sistemas de artillería avanzados, morteros, municiones y equipamientos periféricos desde 1952. Soltam Systems provee a las Fuerzas Armadas y Fuerzas Especiales de más de 60 países. Entre los mayores usuarios de equipamiento de Soltam se encuentran las Fuerzas de Defensa de Israel (IDF), el Ejército de los Estados Unidos y diversos miembros de la OTAN.

## Historia
Soltam fue fundada en 1950 por Shlomo Zabludowicz con la finalidad de proveer de artillería al IDF. La compañía fue fundada como una empresa conjunta entre Solel Boneh (una empresa de construcción e ingeniería civil israelí) y Salgad, una empresa con base en Luxemburgo, la cual en ese entonces era una subsidiaria del fabricante de morteros y artillería finlandés Tampella.
En 1998, Koor Industries vendió Soltam al grupo MIKAL.
En octubre del 2010, Soltam fue comprada en su totalidad por Elbit Systems.

## Productos

### Artillería
- ATMOS: Obús autónomo autopropulsado de 155 mm.[4]
- ATHOS 2052: Obús autónomo remolcado de 155 mm.[5]
- Soltam M-68: Obús remolcado de 155 mm.
- Soltam M-71: Obús remolcado de 155 mm.
- Rascal: Obús autopropulsado de 155 mm.
- Sholef: Obús autopropulsado de 155 mm basado en un chasis de un blindado Merkava.

### Morteros
Soltam diseña y fabrica una amplia gama de morteros, adecuados para cumplir una gran variedad de aplicaciones militares. Soltam suministra una variedad de morteros, como portátiles, montados en torreta y morteros autopropulsados con retroceso montados en vehículos con ruedas u orugas. Todos los morteros son simples de operar y de rápido despliegue. Los morteros Soltam se fabrican en acero de alta calidad. Los sistemas de mortero vienen con todo el equipamiento auxiliar necesario para operar en el campo de batalla, incluyendo un ordenador de control de fuego, ordenador balístico, Sistema de Navegación Inercial (INS), y sistemas de adquisición y ubicación de blancos. Todos los tipos de munición de mortero que se fabrican en el mundo están autorizados para ser utilizados en estos morteros.
- Morteros de 160 mm:
  - Soltam M-66
- Morteros de 120 mm:
  - Cardom: Sistema de mortero con retroceso autónomo (RMS) de 120 mm.
  - Soltam M-65: Mortero remolcado de 120 mm.
  - Soltam K6: Mortero portátil de 120 mm.
- Morteros de 81 mm.
- Morteros de 60 mm:
  - Mortero para Comandos de 60 mm.
  - Mortero de 60 mm de rango extendido.
  - Mortero de 60 mm para ser montado en un vehículo, ya sea en una plataforma de fuego abierta o dentro de una torreta.

### Munición
Soltam fabrica un amplio rango de munición para morteros, que varían tanto en su calibre como en sus prestaciones, como lo son las rondas de alto poder explosivo (HE), rondas de humo y de práctica. Todos los morteros cumplen con las normas del Acuerdo de Normalización de la OTAN: El Standarization Agreement o STANAG.
- 160 mm
- 120 mm
- 81 mm
- 60 mm